# 头渡镇
头渡镇，是中华人民共和国重庆市南川区下辖的一个乡镇级行政单位。

## 行政区划
头渡镇下辖以下地区：
前星村、玉台村、方竹村和柏枝村。